# 恩維加多

恩維加多（西班牙語：Envigado）是哥倫比亞的城市，位於該國西北部，由安蒂奧基亞省負責管轄，距離首府麥德林10公里，面積78.78平方公里，海拔高度1,575米，2005年人口175,240。

## 外部連結
- City of Envigado Municipal Government （页面存档备份，存于）
- Mi Pueblo, Envigado （页面存档备份，存于）

6°10′N 75°34′W / 6.167°N 75.567°W